# Pas del Boc
El Pas del Roc és un pas de muntanya situat a 930 metres d'altitud del terme municipal de Conca de Dalt, dins del vell enclavament dels Masos de Baiarri, pertanyent a l'antic terme de Claverol, al Pallars Jussà.
És a la dreta del barranc de les Llaus, en els primers contraforts del nord-oest de la Roqueta, just a llevant de la Roca de les Tosques.